# 人間兵器デッドフォックス
『人間兵器デッドフォックス』(にんげんへいきデッドフォックス、英題：Code Name: Viper)は、1990年にカプコンから発売されたファミリーコンピュータ用のアクションシューティングゲームである。
横スクロールアクションゲームであり、ジャンプ中に弾を撃つ機能を付与している。

## ストーリー
第98特殊工作部隊、別名―デッドフォックス部隊―中でも、あらゆる困難、そして、不可能をも実行してしまう男たちがいた。彼らは、自らを戦闘マシーンと化し人間兵器に鍛えあげた。彼らは”特殊任務官”と言う名称があるが、その部隊の名を取り、”デッドフォックス”とも呼ばれている。
199X年5月、世界は麻薬に汚染されつつあった。街中中毒患者であふれ一般の人々に恐怖をもたらしていた。その中、麻薬組織を壊滅すべく動いていたFBIは、巨大麻薬組織のアジトを発見した。直接、手をくだせないFBIはデッドフォックス部隊にこの件を依頼したのだ。アジトは南米に7ヶ所。そこに対し爆破部員を送り込んだのだが連絡が途絶えてしまった。そこでジョーンズ司令官は、1人の部下を呼んだ。彼の名はケニー・スミス。「巨大麻薬組織の壊滅と捕われている人質救出」それが彼の任務だ。

## スタッフ
- 音楽：下村陽子、民谷淳子
- 音楽プログラマー：坂口由洋

## 評価
ゲーム誌『ファミコン通信』の「クロスレビュー」では合計24点（満40点）、『ファミリーコンピュータMagazine』の読者投票による「ゲーム通信簿」での評価は以下の通りとなっており、16.59点（満30点）となっている。
| 項目 | キャラクタ | 音楽 | 操作性 | 熱中度 | お買得度 | オリジナリティ | 総合  |
| 得点 | 2.79       | 2.76 | 2.91   | 2.79   | 2.71     | 2.63           | 16.59 |